# 버드 코트
버드 코트(Bud Cort, 1948년 3월 29일 ~ )는 미국의 배우이다.

## 출연 작품
- 밀리언 달러 호텔
- 어린 왕자